# Gare d'Agay
La gare d'Agay est une gare ferroviaire française de la ligne de Marseille-Saint-Charles à Vintimille (frontière), située sur le territoire de la commune de Saint Raphaël, au lieu-dit Agay, dans le département du Var, en région Provence-Alpes-Côte d'Azur.
C'est une halte voyageurs de la Société nationale des chemins de fer français (SNCF), desservie par des trains express régionaux TER Provence-Alpes-Côte d'Azur.

## Situation ferroviaire
Établie à 4 m d'altitude, la halte d'Agay est située au point kilométrique (PK) 169,947 de la ligne de Marseille-Saint-Charles à Vintimille (frontière), entre les gares du Dramont et d'Anthéor-Cap-Roux.

## Service des voyageurs

### Accueil

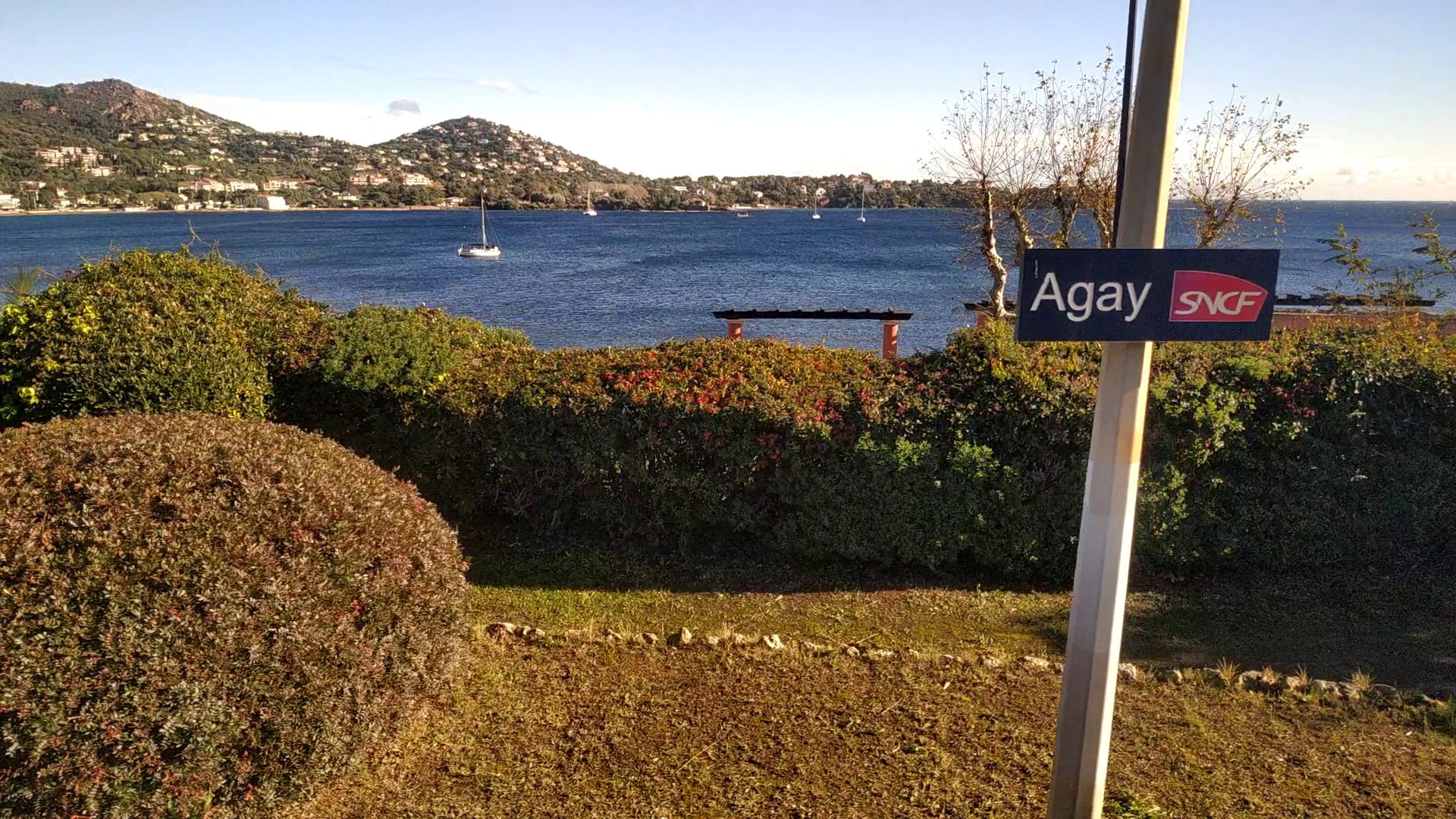

Halte SNCF, c'est un point d'arrêt non géré (PANG) à entrée libre.  Elle possède deux quais de 250 et 230 mètres. Elle ne possède ni guichet ni borne d'achat.

### Desserte
Agay est desservie par des trains express régionaux TER Provence-Alpes-Côte d'Azur qui effectuent des missions entre Les Arcs - Draguignan et Cannes.

### Intermodalité
Plage et port de plaisance sont à quelques mètres.